# Shanghai Taison Pulp & Paper

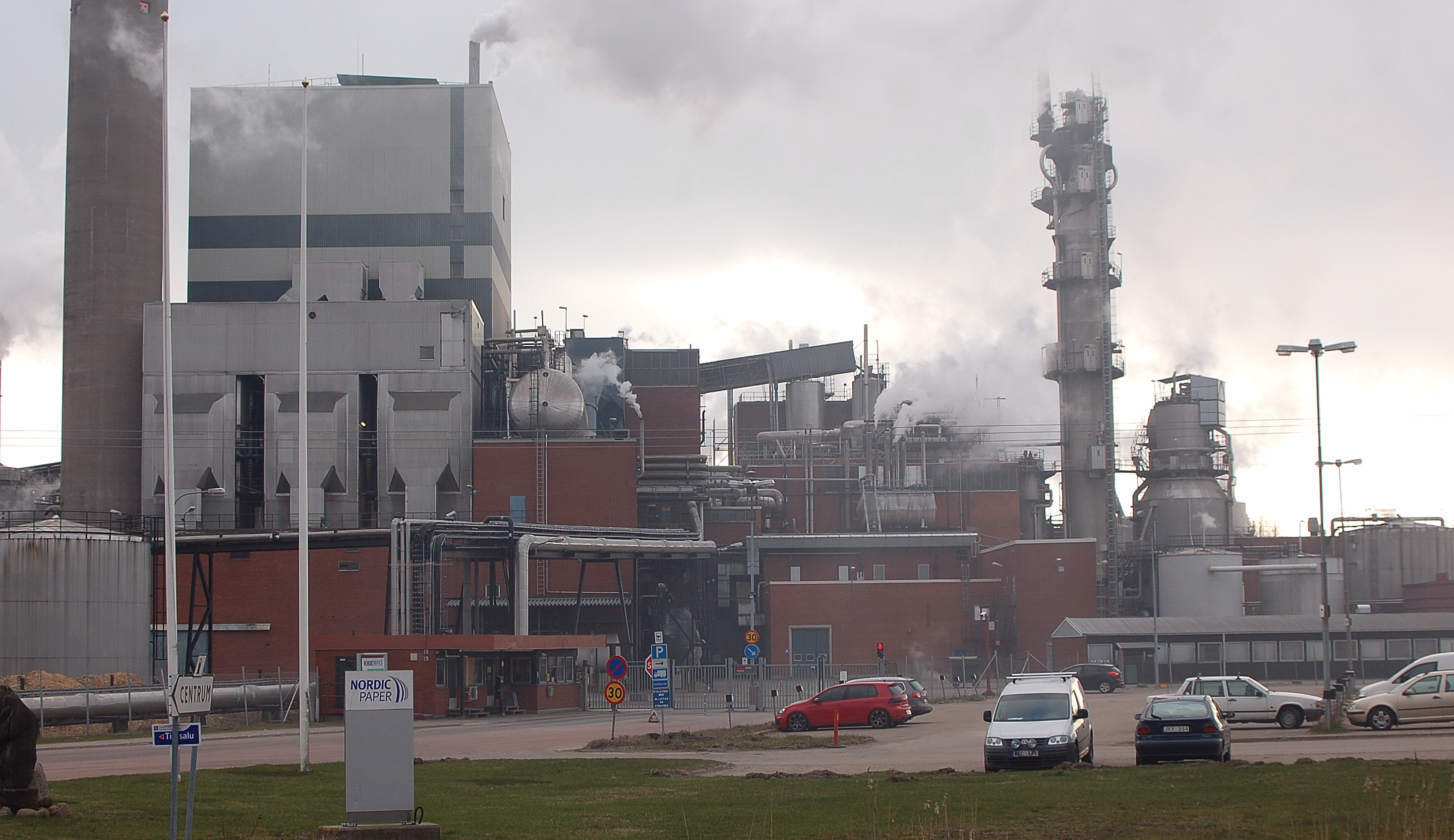
Bäckhammars bruk

 Shanghai Taison Pulp & Paper (Group) Co., Ltd. är ett kinesiskt massa- och pappersföretag inom Taison Group, med bland annat en omfattande tillverkning av hygienpapper. Det har ett 30-tal fabriker.
Taison Group blev 2013 huvudägare i börsnoterade Anhui Shanying Paper, vilket 2017 köpte Nordic Paper, med produktion i bland andra Bäckhammar och Säffle.